# Johannes Füllenbach
Johannes Füllenbach SVD (* 15. Februar 1935 in Wied, Kreis Neuwied (Westerwald) Rheinland-Pfalz; † 3. August 2023 in St. Wendel) war ein deutscher Steyler Missionar, Autor und katholischer Theologe.

## Ausbildung und Einsatz
Füllenbach machte nach dem Abschluss der Volksschule eine Gärtnerlehre. Seine gymnasiale Ausbildung machte er im Missionshaus St. Josef in Geilenkirchen und erlangte 1958 die Hochschulreife am Gymnasium St. Xaver in Bad Driburg. 1958 trat er ins Klerikernoviziat der Steyler Missionare in Sankt Augustin ein. Im Missionspriesterseminar St. Augustin bei Bonn studierte er Philosophie und Theologie und wurde dort am 17. Oktober 1964 zum Priester geweiht. An der Pontificia Università Gregoriana der Jesuiten erwarb er das Lizentiat in Theologie. 1972 besuchte er für sechs Monate  Mutter Teresa und deren Schwestern in Kalkutta, Indien, um deren Arbeit und Lebensweise kennenzulernen.
Sieben Jahre gab Füllenbach am Divine Word Seminary in Tagaytay, Philippinen, Kurse in Philosophie, Soziologie und Theologie. Sein Doktoratsstudium  an der Catholic University of America in Washington, D.C. schloss er 1977 ab. Seine Dissertation Ecclesiastical office and the primacy of Rome : an evaluation of recent theological discussion of First Clement wurde 1980 veröffentlicht.
Füllenbach hielt zeitweise auch Vorlesungen an der Catholic Theological Union in Chicago, am Regional Seminary in Davao, Philippinen, und an der Catholic Theological Union in Melbourne, Australien.
Während seiner zwölfjährigen Amtszeit als Direktor der internationalen Erneuerungskurse seines Ordens in Nemi bei Rom begann Füllenbach 1985 Vorlesungen über die Befreiungstheologie und die Reich-Gottes-Ekklesiologie an der Päpstlichen Universität Gregoriana in Rom zu halten. Von 1997 bis 2006 war er Konsultor des Päpstlichen Rates zur Förderung der Einheit der Christen in Rom.
Bis 2005 hielt er an der Gregoriana und am Päpstlichen Beda-Kolleg in Rom Vorlesungen.
Zudem war Füllenbach regelmäßiger Dozent in zahlreichen Erneuerungskursen verschiedener Orden und verschiedener Pastoralinstitute weltweit, wie z. B. des East Asian Pastoral Instituts an der Ateneo de Manila University in Manila und am Nordamerikanischen Kolleg in Rom. Als Exerzitien- und Workshop-Leiter wurde er in den katholischen Ortskirchen Asiens, Nordamerikas und Afrikas, aber auch in Irland und seit seinem Umzug ins Missionspriesterseminar St. Augustin bei Bonn (2005), nun auch in Deutschland bekannt und geschätzt. Ab 1995 unterrichtete Füllenbach an der Philosophisch-Theologischen Hochschule SVD St. Augustin in Sankt Augustin Ekklesiologie und hielt Spezialvorlesungen über das Reich Gottes.
Viele seiner Bücher wurden aus dem englischen in verschiedene Sprachen übersetzt, so z. B. Throw fire ins Arabische (2007)
und Proclaiming His Kingdom. Meditations for Personal Reflection ins Bengalische. Am 12. Oktober 2014 feierte P. Füllenbach in der Kirche des Missionspriesterseminars in Sankt Augustin zusammen mit weiteren neun Kursgenossen sein Goldenes Priesterjubiläum. Zuletzt lebte er im Priesterseminar Sankt Augustin-Bonn, von wo aus er Workshops und Vorträge hielt.

## Publikationen

### Bücher
- John Fuellenbach: Ecclesiastical office and the primacy of Rome : an evaluation of recent theological discussion of First Clement. Catholic University of America Press:  Washington, D.C 1980, 278 pp., ISBN 0-8132-0551-4.
- Dein Reich komme – Die ursprüngliche Botschaft Jesu.  Münsterschwarzacher Kleinschriften 164, Vier Türme Verlag: Münsterschwarzach 2007, 110 S., ISBN 978-3-87868-664-4.
- John Fuellenbach: To proclaim his kingdom : retreat meditations for religious, Satprakashan: Indore 1991, 159 pp., ISBN 81-85428-08-5.
- The Kingdom of God. The Message of Jesus Today, Orbis Books, New York 1995, 340 pp., ISBN 1-57075-028-9, Ebda:  Wipf & Stock, Eugene, Oregon 2006. ISBN 1-59752-517-0
- Throw fire, Logos Publication, Manila 1998, ISBN 971-510-116-X
- Church: Community for the Kingdom, Orbis, New York 2002, 238 pp., ISBN 1-57075-416-0. Ebda.: Logos Publication: Manila 2004, ISBN 1-57075-416-0.
  - Igreja: Comunidade para o Reino. Paulinas: Sao Paulo 2006, 357 pp., ISBN 85-356-1670-5.
- The kingdom of god: the central message of Jesus' teachings in the light of the modern world, Gregorian University Press, Rome 1992, 204 pp.,
- Theology of Liberation. Philosophical Theological Background and main thrust, Satprakashan Sanchar Kendra: Indore (India) 1992, 213 pp., ISBN 81-85428-21-2.
- Proclaiming His Kingdom. Meditations for Personal Reflection, Logos Publications: Manila 1988, 244 pp., ISBN 971-510-065-1.

### Artikel
- Entwicklung – Erlösung – Befreiung. In: H. Bettscheider (Hrsg.): Theologie und Befreiung, Veröffentlichungen des Missionspriesterseminars St. Augustin 24, Steyler Verlag: St. Augustin 1974, 74-84.
- The incarnational aspect of mission, in: Verbum SVD, 22:3-4 (1981) 325-341.
- The appropriation and rejection of marxism in liberation theology In: Catalyst, 16:3 (1986) 181-200.
- El reino de Dios, in: R. Latourelle – R. Fisichella (dirs.): Diccionario de teología fundamental, San Pablo: Madrid 1992, ISBN 978-84-285-1460-6, 1115-1126. edba. in den anderssprachigen Ausgaben: The kingdom of God: Dictionary of fundamental theology (New York 2000); Il regno di Dio: Dizionario di teologia fondamentale (Assisi 1990); Le royaume de Dieu: Dictionnaire de théologie fondamentale (Montréal  1992)
- Five themes which form the Basis of Liberation theology. in: DIWA. Studies in Philosophy and Theology 14: 1-2 (1989)173-189.
- Bewahrung der Schöpfung : Das gegenwärtige Reich Gottes als theologische Grundlage für eine Theologie der Bewahrung der Schöpfung – In:  Verbum SVD. – 34:2 (1993) 119-132.
- Ordensleben im Jahr 2000. In: Ordenskorrespondenz 34:3 (1993) 296-308.
  - Religious Life in the year 2000. In: Theological Digest 42:1 (Spring. 1995) 19-24.
- Eglise et royaume, in: Spiritus, 36 (1995) 138-141, H. 140, 305-317.
- The Kingdom of God in Latin American liberation theology. – In: Studia missionalia. – 46 (1997) 267-291. ISBN 978-88-7652-741-8
- The mission of the church within the context of religious pluralism. In: Ishvani documentation and mission digest, 17 (1999) 1, 87-106.
- The Church in the context of the Kingdom of God. In: The convergence of theology. Festschrift Honoring Gerald O’Collins, Ed. By D. Kendall and At. T. Devis,  Paulist Press 2001, 221-239. ISBN 978-0-8091-4015-2
- Some Thoughts on Cultural Orientation. in: Verbum SVD 43 (2002) 177-188.
  - Some Thoughts on Cultural Orientation. in: East Asian Pastoral Review 42 (2005) 262-273.
- The Kingdom of God. Jesus' Principal Action in the World. in: Sedos Bulletin 38 (2006) 223-231.
- "You Cannot Serve God and Money" (cf. Mt 6:24) – Some Biblical and Theological Considerations Concerning Mission and Money. in: Sedos Bulletin 38 (2006) 101-110.
  - "No podéis servir a Dios y al dinero" (Mt 6,24) : consideraciones bíblicas y teológicas en relación con la misión y el dinero. In: Misiones extranjeras (2008) 222, pp. 52-67.
- How to be a good foreigner. In: Mission Outlook, 39 (2006/07) 1, 16-17.
- Die Kirche im Dienste des Reiches Gottes. In: Forum Mission. 3. 2007, 47-71.